# Egreš
Egreš este o comună slovacă, aflată în districtul Trebišov din regiunea Košice. Localitatea se află la altitudinea de 153 m deasupra n.m., se întinde pe o suprafață de 5,6 km2 și în 2017 număra 477 de locuitori.

## Istoric
Localitatea Egreš este atestată documentar din 1272.

## Demografie
| An:                | 1994 | 2004   | 2014   | 2024   |
| ------------------ | ---- | ------ | ------ | ------ |
| Număr de persoane: | 416  | 435    | 478    | 479    |
| Diferență:         |      | +4,56% | +9,88% | +0,20% |

| An:                | 2023 | 2024   |
| ------------------ | ---- | ------ |
| Număr de persoane: | 466  | 479    |
| Diferență:         |      | +2,78% |